# Zeta Leporis
Zeta Leporis (ζ Lep, ζ Leporis) è la quinta stella più luminosa della costellazione della Lepre. La sua magnitudine apparente è +3,55 e si trova a 70,5 anni luce dalla Terra.
Nel passato, circa 1 milione di anni fa, ζ Leporis è passata a distanza ravvicinata dal Sole ed era, a quel tempo, la stella più luminosa del cielo terrestre. Secondo uno studio di García-Sánchez et al. del 2001, la stella passò a 1,65 parsec dalla Terra (5,36 a.l.) poco più di un milione di anni fa, mentre in base ai più recenti dati del satellite Hipparcos, la minima vicinanza al Sole si è avuta 852.000 anni fa, ad una distanza di 1,3 pc, equivalenti a 4,24 anni luce. A quell'epoca, vista dalla Terra la stella brillava di magnitudine -2,55, ben più luminosa di quanto non sia Sirio attualmente.

## Osservazione
Si tratta di una stella situata nell'emisfero celeste australe; grazie alla sua posizione non troppo meridionale, può essere osservata dalla gran parte delle regioni della Terra, sebbene gli osservatori dell'emisfero sud siano più avvantaggiati. Nei pressi dell'Antartide appare circumpolare, mentre resta sempre invisibile solo oltre il circolo polare artico. Essendo di magnitudine +3,55, la si può osservare anche dai piccoli centri urbani senza difficoltà, sebbene un cielo non eccessivamente inquinato sia maggiormente indicato per la sua individuazione.
Il periodo più propizio per la sua osservazione nel cielo serale ricade nei mesi compresi fra dicembre e aprile.

## Caratteristiche fisiche
ζ Leporis è una stella di classe A2IV-V(n), dove la lettera n indica che nel suo spettro sono presenti linee di assorbimento più ampie del normale e poco chiare, a causa dell'effetto doppler dovuto alla sua rapida rotazione su se stessa. Zeta Leporis ruota infatti alla velocità di 230 km/s, paragonabile a quella di stelle del suo stesso tipo, come ad esempio Vega. La sua classe spettrale farebbe pensare che la stella stia passando allo stadio di subgigante; tuttavia, le stime della sua età sembrano indicarla come una stella piuttosto giovane, con un'età che va dai 100 ai 230 milioni di anni, il che significherebbe senza dubbio che la stella trascorrerà ancora un lungo periodo entro la sequenza principale. La stella ha una massa 1,9 volte quella del Sole, un raggio 1,5 volte superiore e una temperatura superficiale di circa 8500 K.
Esiste la possibilità che sia una binaria spettroscopica, anche se questa eventualità non è ancora stata confermata.

## Disco circumstellare
Nel 1983 fu rilevato un eccesso di radiazione infrarossa nello spettro di ζ Leporis, e questo suggerì già all'epoca la presenza di un disco di polveri in orbita attorno a essa. Nel 2001, gli astronomi Chen e Jura, tramite osservazioni effettuate con il Long Wavelength Spectrometer situato all'Osservatorio Keck, alle Hawaii, hanno suggerito che il disco di polveri potrebbe essere il resto di una formazione di pianeti, oppure che la materia di cui è costituito potrebbe andare a formare in futuro corpi planetari. La distanza minima del disco di polveri dalla stella è di circa 2,5 UA, la sua distanza media di circa 6 UA e si estende fino a 12,2 UA dalla stella. La temperatura stimata del disco di polveri è attorno ai 340 K e potrebbe trattarsi di una massiccia cintura asteroidale, avente una massa 200 volte superiore a quella della fascia principale del sistema solare. Conoscendo le proprietà del sistema di ζ Leporis, gli astronomi pensano che questi corpi dovrebbero spiraleggiare in caduta verso la stella in circa 20.000 anni; tuttavia, considerando che la stella è molto più antica si pensa che questi corpi si siano creati successivamente alla formazione del sistema, probabilmente dalla continua collisione di corpi di dimensioni maggiori.